# Ernst Bodenhoff
Gotthold Ernst Emil Bodenhoff (16. marts 1852 på Jønneval, Norge – 1. februar 1934 i Søllerød) var en dansk officer, kammerherre og forfatter.

## Karriere
Han var søn af overførster Emil Bodenhoff og Elise født von Müller, blev sekondløjtnant i fodfolket 1873, 1876 premierløjtnant ved 20. bataljon, blev 1880 forsat til Den Kongelige Livgarde og kom 1887 til 21. bataljon, blev samme år kaptajn, og vendte 1890 tilbage til Livgarden, hvor han 1901 blev oberstløjtnant. 1905 forlod han Hæren og helligede sig sin udgivervirksomhed og sit forfatterskab af historiske erindringer. Væsentligst var Bodenhoffs udgivelse af sin morfaders, generalmajor Gotthold Müllers, interessante dagbøger.
Ernst Bodenhoff blev 16. april 1881 udnævnt til kammerjunker, 26. maj 1892 til Ridder af Dannebrog, blev 4. maj 1906 Dannebrogsmand og 1. januar 1914 kammerherre. Desuden blev han 16. november 1883 ridder og 1898 Kommandør af Sankt Stanislaus Ordenen, 22. december 1886 ridder af den portugisiske Kristusorden, 1892 kommandør af Sankt Anna Ordenen, 1897 officer af den siamesiske Kroneorden og 1898 officer af den græske Frelserorden.
Han ægtede 26. januar 1883 Mathilde Emma Camilla Mønster (25. august 1862 i Jægersborg - ?), datter af Harald Carl Mønster og Albertine Louise Waagepetersen.
Det Kongelige Bibliotek har fotografier af ham (af Carl Sonne og 1902 af Carl Christensen).

## Forfatterskab
- Mellem Venner og Fjender, 1897.
- En hverdagshistorie fra 1849, 1898.
- Mellem Heltegrave, fra Dannevirke til Als, 1905.
- Da Danmark var i Vaande, 1909.
- Et lykkeligt Hjem, 1909.
- Minderige Egne, 1910.
- Svundne Tider. Generalmajor v. Müllers efterladte papirer, 1912.
- Hofliv under trende Konger. Uddrag af generalmajor Fred. Gotthold v. Müllers efterladte papirer, 1913.
- Kongesorger, 1913.
- Den gamle General, 1914.
- Lyse Minder, 1915.
- Dømt til Døden, 1917.